# Família Nunes Leite
A Família Nunes Leite é uma tradicional e abastada família de Alagoas de origem Portuguesa radicada na cidade de Maceió em meados do século XIX. Atuaram na indústria e comércio, tinham empreendimentos no ramo têxtil, metalurgia, latifundiário, comercial e público.

## História
A família de origem Portuguesa se originou de seu membro mais antigo conhecido, Jose Nunes Leite que era casado com Josefa Maria da Silva, ele teve como filho o comerciante Jacintho José Nunes Leite.
Em Portugal o abastado comerciante Jacintho José Nunes Leite, produzia oliva, figo e azeite de oliva que eram exportados para outras regiões como o Brasil. Ele era filho de Jose Nunes Leite e Josefa Maria da Silva, ele se casou com Maria Joaquina de Jesus, filha de Joze Gomes da Costa e de Maria Joaquina de Jesus.
Em 1840 nasceu o seu filho, comendador Jacintho José Nunes Leite, que quando jovem estudou em Porto, e em 1861 nasceu Domingos Nunes Leite.
O comendador foi o primeiro de seus 12 filhos a se estabelecer no Brasil. No início da década de 1860 ele embarcou no paquete Guadiana com a sua esposa Maria Thereza de Jesus e desembarcou em Recife, seguindo para a capital Maceió onde residiu.
Inicialmente atuou como comerciante rapidamente se destacando, vindo a participar da fundação da Associação Comercial de Maceió em 1866. Ele já havia participado da fundação da Companhia União Mercantil em 1857, que tinha como principal fundador o Barão de Jaraguá. Em 1867 ele fundou a primeira loja de ferragens de Maceió e já possuía uma refinaria de açúcar.
Os próximos membros da família que chegaram no Brasil foram Francisco Nunes Leite e João Nunes Leite, irmãos do comendador.
Francisco e João também atuaram no comércio.
Entre 1870 e 1873 o comendador Jacintho Nunes Leite construiu a igreja matriz de Santo Antônio de Pádua e um coreto na praça em frente ao Solar Nunes Leite. Ele também construiu um novo cemitério.
Em 1882 o Liceu Provincial de Alagoas realizou os exames preparatórios de julho com a ajuda financeira de, Jacintho José Nunes Leite, Dr. Joaquim Pontes de Miranda e de Candido Venancio, no valor de 700.000 réis, Candido Venancio era o único que tinha filhos no Liceu Provincial.
Em 1883 o comendador inaugurou a primeira fundição de Alagoas, chamada Fundição Alagoana e no mesmo ano criou a empresa Água Potável Maceioense juntamente com, Manoel José de Pinho, que em 23 de outubro 1885 implantou água encanada nos bairros de Bebedouro e Mutange, um tempo depois implantou em Maceió.
O comendador Jacintho José Nunes Leite foi fundador, acionista e diretor da primeira companhia de tranportes de bondes de Maceió, a Companhia Alagoana de Trilhos Urbanos - CATU, no começo os bondes eram movidos por tração animal.
Entre 1880 e 1899 o comendador construiu o Solar Nunes Leite.
No fim do século XIX o outro irmão Domingos Nunes Leite atuou no comércio, foi suplente do distrito da levada, em 1883 foi vice-presidente da Sociedade e Perseverança e Auxílio e foi diretor do tráfego da primeira companhia de bondes de Maceió, que pertencia ao seu irmão comendador Jacintho José Nunes Leite.
Domingos Nunes Leite teve o seu projeto de doação do pavilhão Domingos Nunes Leite para a Santa Casa de Misericórdia de Maceió financiado pelo seu irmão, comendador Jacintho Nunes Leite.
Em 1895, Domingos Nunes Leite realizou uma reforma e expansão da Matriz de Nossa Senhora das Graças.
Em 1889 o comendador já tinha recebido o título de comendador por Dom Pedro II.
O comendador construiu um novo cemitério para a cidade, os portões do cemitério foram feitos em sua fundição e realizou a construção da Paróquia de Santo Antônio de Pádua entre 1870 e 1873, substituindo a capela anterior construída em 1816 pelo português Antônio Maria de Aguiar, o sino da paróquia foi feito na sua fundição e os azulejos foram importados diretamente de Portugal por ele. Também era abolicionista, realizava a compra de escravos e logo em seguida os alforriava.
Em 12 de novembro de 1909, Jacintho José Nunes Leite Filho era diretor técnico da Fábrica da União Mercantil, a primeira fábrica de tecidos de Alagoas e foi o responsável pela instalação dos maquinários importados. O seu pai, comendador, foi o segundo proprietário.
O irmão do comendador, João Nunes Leite possuía a única empresa especializada no abastecimento de navios, chamada Importadora e exportadora de molhados, estava localizada na Rua Sá e Albuquerque, nº 75.
O filho do comendador, chamado Dr. Antonio Nunes Leite (também conhecido como bacharel Nunes Leite) foi o juiz de gol e juiz do jogo da primeira partida do primeiro clube de futebol de Alagoas, o Alagoano Foot-ball club, em 31 de março de 1909 as 16 horas.

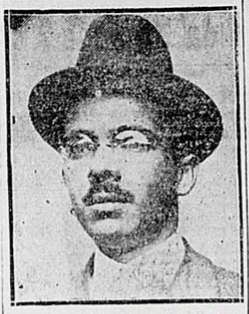
Fotografia de Luiz Nunes Leite em jornal de 1917

Em 28 de agosto 1917, o filho do comendador Jacintho Nunes Leite, Luiz Nunes Leite, matou uma pessoa por acreditar que estava sendo perseguido.
Em alguns jornais o comendador jacintho nunes leite era considerado como, chefe político em bebedouro.
Em 31 de janeiro de 1920 o filho do comendador, chamado Jacintho José Nunes Leite Filho inaugurou a primeira fábrica de vidros de Alagoas, considerada uma das maiores e mais bem equipadas do Brasil.
Em 1920 surgiu o Hotel Atlântico, ele ocupou o prédio construído pelo próspero comerciante João Nunes Leite.
Em 1928 a esposa de Antonio Nunes Leite, Astrogilda Alves Ether, fez parte da Associação Protetora das Obras do Bom Pastor, foi responsável por arrecadar cerca de 55 mil contos de Réis para realizar a compra e instalação do Asilo do Bom Pastor.
Em 1936 o bacharel Nunes Leite foi o advogado responsável pela defesa dos presos políticos por suspeita de Comunismo na intentona comunista de 1936, entre os presos estava o escritor Graciliano Ramos.
Em 1959 o Dr. Antonio Nunes Leite realizou o calçamento do bairro de Bebedouro em Maceió.
O filho do Dr. Antonio Nunes Leite, Dr. Antonio Ricardo de Nunes Leite, foi um Procurador da República e um dos primeiros promotores em Brasília, presidente da Associação dos Amigos de Planaltina e foi sócio fundador da Academia de Letras, Artes E Pesquisas de Alagoas – ALAPA. Conhecia Juscelino Kubitscheck e Silvestre Péricles, com descendência,.
Em 2014 foi comemorado o centenário da morte do comendador.

## Família

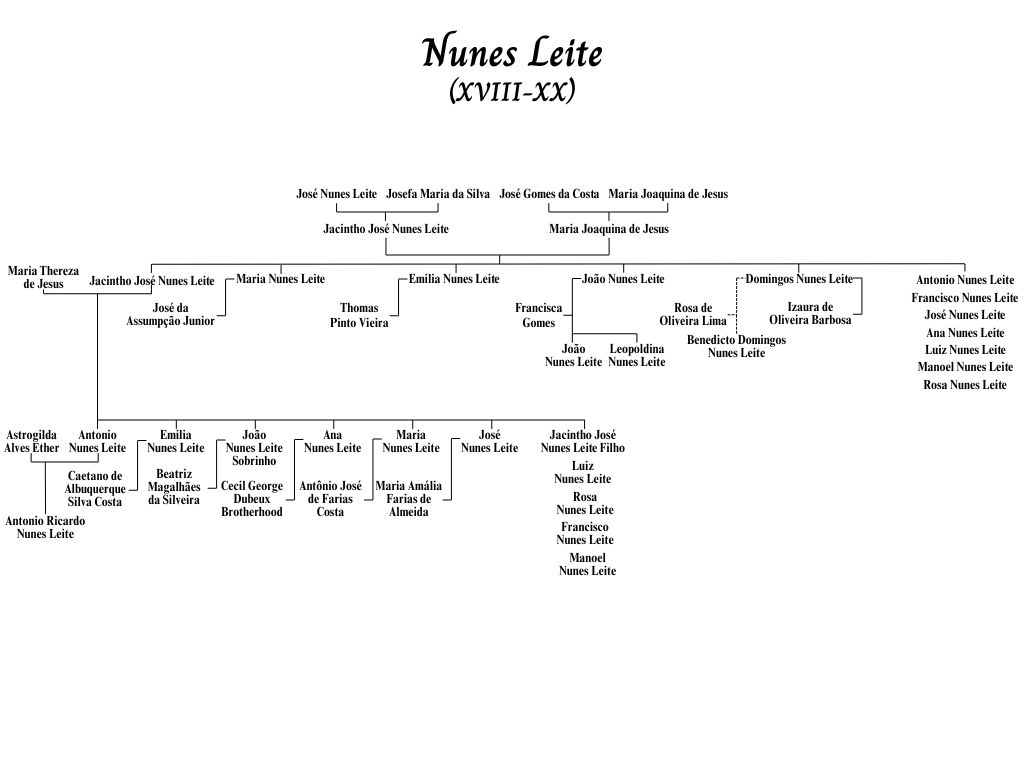
Genealogia da família Nunes Leite (século XVIII-XX)

Jacintho José Nunes Leite faleceu em 1878, Maria Joaquina de Jesus em 1892. Os quatro irmãos, João Nunes Leite, Francisco Nunes Leite, comendador jacintho josé nunes leite e Domingos Nunes Leite, faleceram respectivamente em 1906, 1911, 1914 e 1931, em Maceió, exceto Francisco que faleceu no Rio de Janeiro.
A família se dividiu em diferentes ramos, principalmente entre Portugal e o Brasil. No Brasil estão concentrados no Nordeste, entre os estados de Alagoas e Pernambuco.

## Personalidades
- Comendador Jacintho Nunes Leite
- Coronel Domingos Nunes Leite
- Dr. Antonio Nunes Leite
- Dr. Jacintho Leite Filho